# Indian Springs Village
Indian Springs Village é uma cidade  localizada no estado americano do Alabama, no Condado de Shelby.

## Demografia
Segundo o censo americano de 2000, a sua população era de 2225 habitantes.
Em 2006, foi estimada uma população de 2464, um aumento de 239 (10.7%).

## Geografia
De acordo com o United States Census Bureau, a localidade tem uma área de 9,4 km², sem área coberta por água.

## Localidades na vizinhança
O diagrama seguinte representa as localidades num raio de 16 km ao redor de Indian Springs Village.